# 두 사람 (1973년 영화)
《두 사람》(영어: Two People)은 미국에서 제작된 로버트 와이즈 감독의 1973년 드라마, 멜로/로맨스 영화이다. 피터 폰다 등이 주연으로 출연하였고 로버트 와이즈 등이 제작에 참여하였다.

## 출연

### 주연
- 피터 폰다
- 린제이 와그너

### 조연
- 에스텔 파르손즈
- 알란 퍼지
- 필리페 마치
- 프란시스 스턴하겐
- 브라이언 리마
- 제프리 호른

## 기타
- 미술: 해롤드 마켈슨